# Distrikt Santa Ana de Tusi
Der Distrikt Santa Ana de Tusi liegt in der Provinz Daniel Alcides Carrión in der Region Pasco in Zentral-Peru. Der Distrikt wurde am 12. Januar 1956 gegründet. Er besitzt eine Fläche von 285 km². Beim Zensus 2017 wurden 22.634 Einwohner gezählt. Im Jahr 1993 lag die Einwohnerzahl bei 8208, im Jahr 2007 bei 17.204.< Die Distriktverwaltung befindet sich in der 3445 m hoch gelegenen Kleinstadt Santa Ana de Tusi mit 2704 Einwohnern (Stand 2017). Santa Ana de Tusi liegt knapp 18 km östlich der Provinzhauptstadt Yanahuanca.

## Geographische Lage
Der Distrikt Santa Ana de Tusi liegt im Andenhochland im äußersten Osten der Provinz Daniel Alcides Carrión. Er besitzt eine Längsausdehnung in Nord-Süd-Richtung von knapp 32 km sowie eine maximale Breite von etwa 15 km. Der Río Pampania, ein Zufluss des Río Chaupihuaranga, durchquert den zentralen Teil des Distrikts in nördlicher Richtung. Der Süden des Distrikts wird über den Río Tingo nach Nordosten entwässert. Im südlichen Teil des Distrikts gibt es mehrere Bergseen: Laguna Canteria, Laguna Piticocha, Laguna Estanco und Alcacocha (auch Alqaqucha).
Der Distrikt Santa Ana de Tusi grenzt im Westen an die Distrikte Chacayán und Goyllarisquizga, im Nordosten an den Distrikt San Francisco (Provinz Ambo), im Osten an die Distrikte Pallanchacra und San Francisco de Asís de Yarusyacán sowie im Süden an den Distrikt Simón Bolívar (die letzten drei in der Provinz Pasco).

## Ortschaften im Distrikt
Neben dem Hauptort Santa Ana de Tusi gibt es folgende größere Ortschaften im Distrikt:
- Antapirca (1252 Einwohner)
- Chichuraquina (396 Einwohner)
- Cuyaghuain (621 Einwohner)
- Huayo (373 Einwohner)
- Juclacancha (496 Einwohner)
- Machin (470 Einwohner)
- Pampania (887 Einwohner)
- Pocopampa (417 Einwohner)
- Popogay (328 Einwohner)
- Santa Ana de Ragan (1012 Einwohner)
- Santa Rosa de Chora (317 Einwohner)
- Santa Rosa de Chora Baja (351 Einwohner)
- Tactayoc (422 Einwohner)
- Tingopampa (512 Einwohner)